# Patafora
Patafora (fr. la pataphore) – rodzaj bardzo rozbudowanej metafory, wymyślony przez amerykańskiego pisarza Pablo A. Lopeza (znanego też pod pseudonimem Paul Avion), oparty na ’patafizycznych naukach Alfreda Jarry’ego.
Patafora jest figuratywnym środkiem stylistycznym, którego znaczenie jest rozszerzane aż do stworzenia nowego kontekstu. Jarry twierdził, iż patafizyka jest „tak daleko od metafizyki, jak metafizyka od życia codziennego”. Patafora jest próbą stworzenia środka, który będzie tak daleko od metafory, jak ta oddala się od języka niefiguratywnego.

## Historia pojęcia
Słowu patafora twórcy ’patafizyczni przypisywali różne znaczenia, zależne od kontekstu, jednak to dopiero Lopez określił jedno, specyficzne znaczenie, odwołując się do metafory. Zgłębianiu pataforologii poświęcił serię prac – od artykułu Closet 'Pataphysics, który ukazał się w nowoorleańskim periodyku Ellipsis, po Pataphors, składowanym w archiwach Uniwersytetu Hollinsa.
W Cahiers du Collège de Pataphysique nr 22 (grudzień 2005), publikowanym przez Collège de 'Pataphysique, pojawiła się seria literackich patafor ilustrowanych fotografiami.

## Przykład
Język niefiguratywny
Tomek i Alicja stali obok siebie w kolejce do stołówki.
Metafora
Tomek z Alicją stali w kolejce do stołówki; dwa pionki na szachownicy.
Patafora
Tomek przysunął się do Alicji i umówił się wreszcie na piątek, szach mat! Robert był wściekły, że tak idiotycznie łatwo przegrał z Olą, zrzucił szachownicę na podłogę i wybiegł z pokoju.
(Patafora stworzyła świat, w którym istnieje szachownica i mieszkańcy tego świata, całkowicie porzucając oryginalny kontekst.)